# Gipsy Kings (álbum)
Gipsy Kings é o terceiro álbum de estúdio da banda Gipsy Kings. Foi lançado em 1987. O disco atingiu o nº 57 da Billboard 200, o nº 2 da Latin Pop, o nº 4 do Top Contemporary Jazz Albums, o nº 6 do Top World Music Albums e o nº 3 do Top Latin Albums. O single "Bamboleo" atingiu o nº 6 do Hot Latin Tracks.

## Faixas
Todas as músicas foram compostas por Gipsy Kings, exceto onde anotadoː
Lado A.
1. "Bamboleo" (Baliardo, Bouchikhi, Reyes) - 3:25
2. "Tu Quieres Volver" - 3:15
3. "Moorea" - 4:05
4. "Bem, Bem, Maria" - 3:03
5. "Un Amor" (Gipsy Kings, Reyes) - 3:40
6. "Inspiration" - 3:28

Lado B.
1. "A Mi Manera [My Way]" (Francois, Revaux, Thibault) - 3:52
2. "Djobi Djoba" - 3:27
3. "Faena" - 3:45
4. "Quiero Saber" (Baliardo, Bouchikhi, Reyes) - 4:10
5. "Amor, Amor" - 3:13
6. "Duende" - 4:22

## Créditos
- Diego Baliardo - Guitarra
- Tonino Baliardo - Guitarra
- Jacques "Paco" Bliardo - Guitarra
- Jahloul "Chico" Bouchikhi - Guitarra
- Marc Chantereau - Percussão
- Dominique Perrier - Sintetizador
- Gerard Prevost - Sintetizador, baixo
- Andre Reyes - Guitarra, vocal de apoio
- Nicolás Reyes - Guitarra, vocal, vocal de apoio